# Municipio de Union (condado de Knox, Ohio)
El municipio de Union (en inglés: Union Township) es un municipio ubicado en el condado de Knox en el estado estadounidense de Ohio. En el año 2010 tenía una población de 2646 habitantes y una densidad poblacional de 33,77 personas por km².

## Geografía
El municipio de Union se encuentra ubicado en las coordenadas 40°25′35″N 82°13′48″O / 40.42639, -82.23000. Según la Oficina del Censo de los Estados Unidos, el municipio tiene una superficie total de 78.36 km², de la cual 77.79 km² corresponden a tierra firme y (0.73%) 0.57 km² es agua.

## Demografía
Según el censo de 2010, había 2646 personas residiendo en el municipio de Union. La densidad de población era de 33,77 hab./km². De los 2646 habitantes, el municipio de Union estaba compuesto por el 98.41% blancos, el 0.45% eran afroamericanos, el 0.19% eran amerindios, el 0.08% eran asiáticos, el 0.11% eran isleños del Pacífico, el 0.08% eran de otras razas y el 0.68% pertenecían a dos o más razas. Del total de la población el 0.83% eran hispanos o latinos de cualquier raza.